# Кара-Суу (верхний приток Нарына)
Кара-Суу (кирг. Карасуу; в верхнем течении — Капка-Таш, кирг. Капкаташ) — река в Кыргызстане, течёт по территории Тогуз-Тороуского и Токтогульского районов Джалал-Абадской области. Левый приток реки Нарын.
Длина реки составляет 89 км. Площадь водосборного бассейна равняется 1080 км². Среднегодовой расход воды — 10,4 м³/с.
Начинается со склонов северо-западной оконечности Ферганского хребта на северо-западной окраине Тогуз-Тороуского района. В верхнем течении пересекает озёра Капка-Таш и Кара-Суу. От истока до нижнего течения преобладающим направлением течения является северо-запад, потом — юго-запад. Возле устья на Кара-Суу располагается город Кара-Куль.